# 麗翅小瓢葉蚤
麗翅小瓢葉蚤（学名：[Halticorcus ornatipennis] 错误：{{Lang}}：文本有斜体标记（帮助））为金花蟲科小瓢葉蚤屬下的一个种。